# Europese weg 313
De Europese weg 313 of E313 is een Europese weg uit de B-klasse van de verbindingswegen. De route valt samen met de Belgische autosnelweg A13. De weg verbindt de steden Antwerpen en Luik, en loopt dus enkel door België. Tussen knooppunt Antwerpen-Oost en knooppunt Ranst bestaat een dubbelnummering met de E34.

## Plaatsen langs de E313
- Antwerpen
- Wommelgem
- Ranst
- Zandhoven
- Grobbendonk
- Herentals
- Olen
- Westerlo
- Geel
- Laakdal
- Meerhout
- Ham
- Tessenderlo
- Beringen
- Lummen
- Hasselt
- Diepenbeek
- Bilzen
- Hoeselt
- Riemst
- Tongeren
- Bitsingen
- Juprelle
- Herstal
- Luik